# São Vicente de Fora

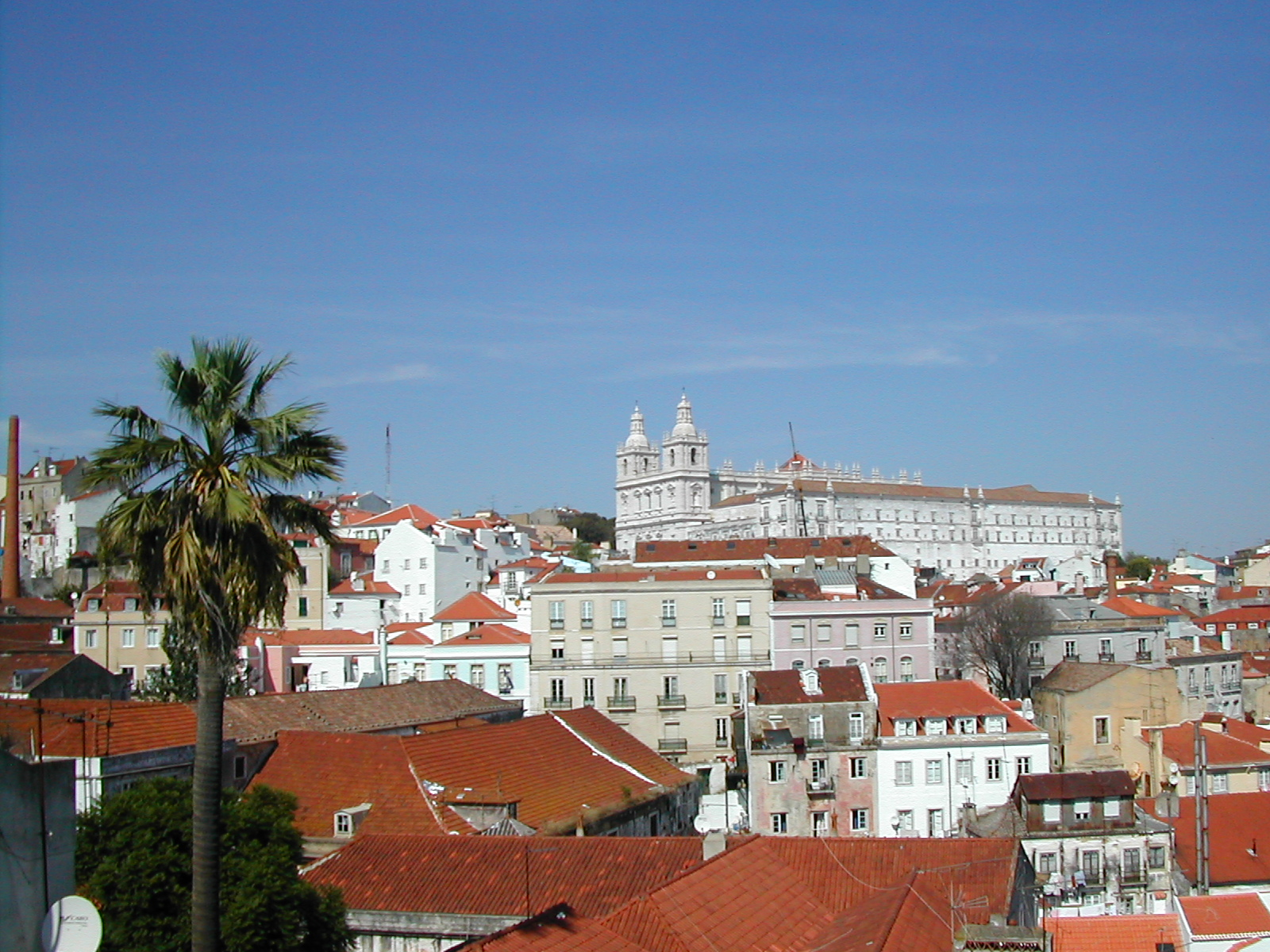

São Vicente de Fora est une ancienne freguesia de Lisbonne.